# How to Destroy a Relationship
Albums de The Servant
The Servant
(2003)
How to Destroy a Relationship est un album de musique pop rock du groupe The Servant, sorti le 2 octobre 2006, sous le Label Recall. Il s'est classé à la 71e place du classement de ventes d'albums en France et à la 63e place en Suisse.

## Pistes de l’album
| No  | Titre                                  | Durée |
| --- | -------------------------------------- | ----- |
| 1.  | How To Destroy a Relationship          | 3:34  |
| 2.  | Sleep Deprivation                      | 3:42  |
| 3.  | Hey Lou Reed                           | 4:07  |
| 4.  | Save Me Now                            | 3:56  |
| 5.  | Moonbeams                              | 3:41  |
| 6.  | Brains                                 | 4:32  |
| 7.  | Hey Do You Feel Good?                  | 4:46  |
| 8.  | (I Should Be Your) Girlfriend          | 3:49  |
| 9.  | I Wish I Could Stop Wishing for Things | 3:19  |
| 10. | On Your Knees Kid                      | 4:22  |
| 11. | Out Of Phase                           | 3:26  |

## Singles
- How to Destroy a Relationship
- (I Should Be Your) Girlfriend
- Hey Lou Reed